# Meteosat

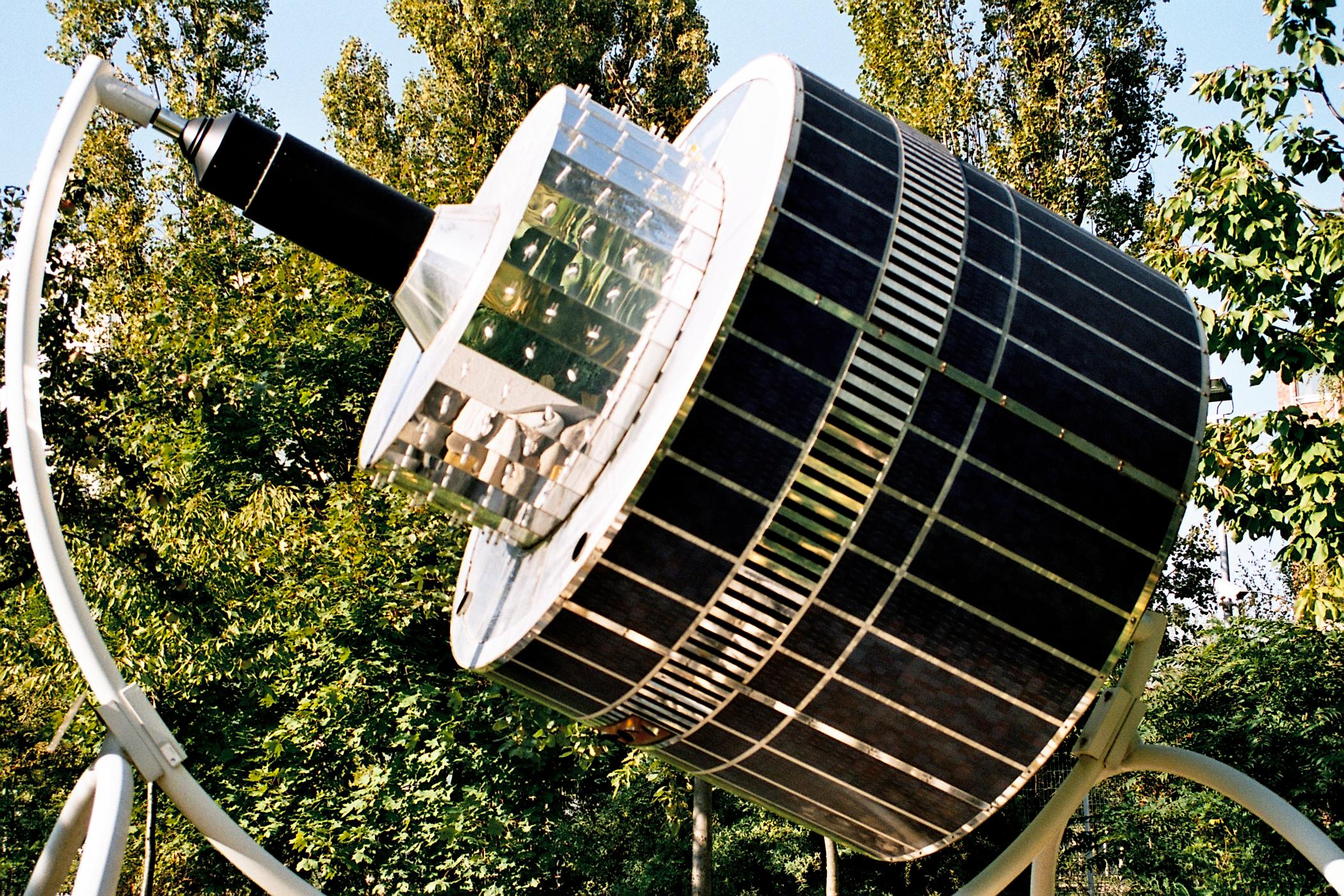
Model satelity Meteosat pierwszej generacji

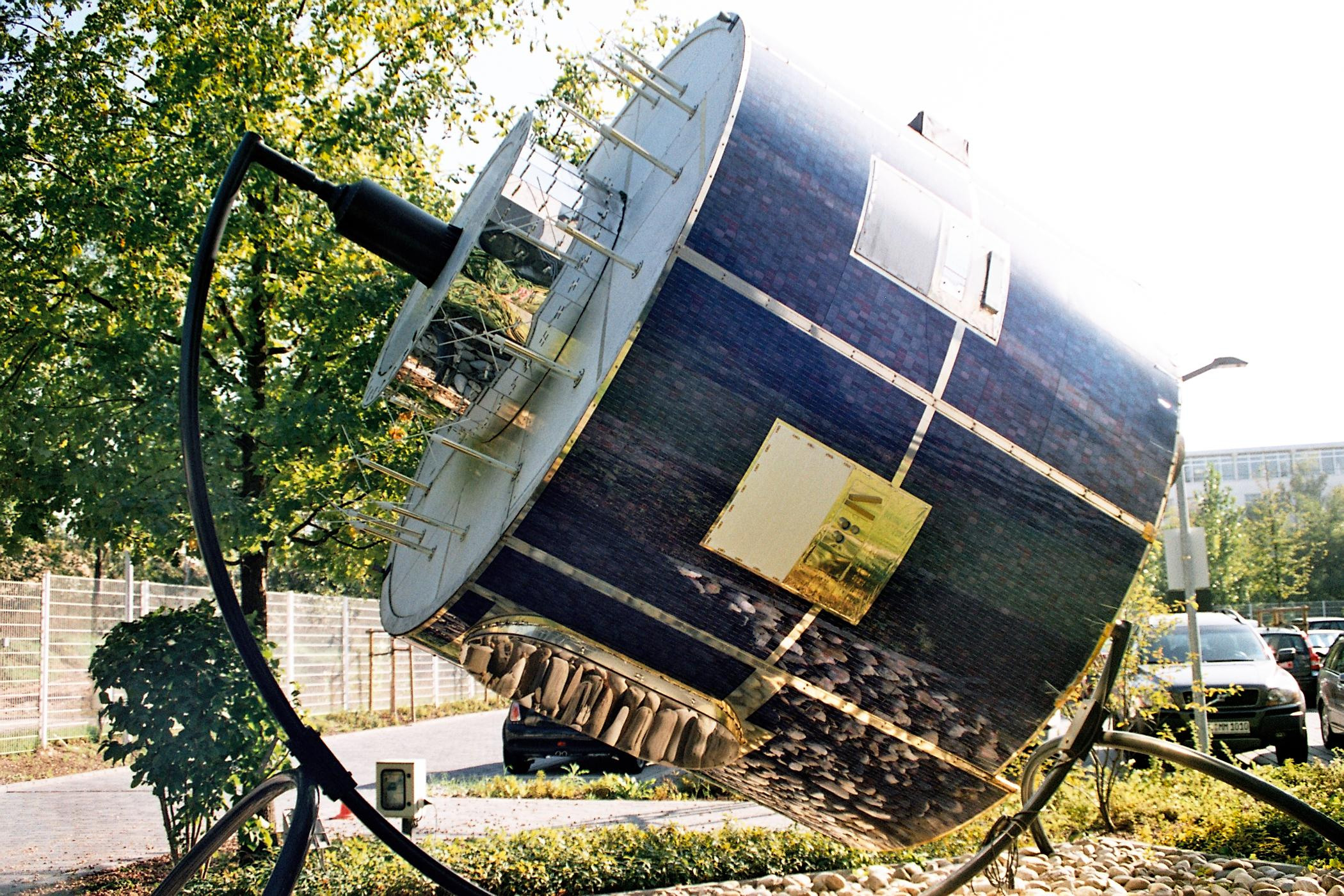
Model satelity Meteosat drugiej generacji

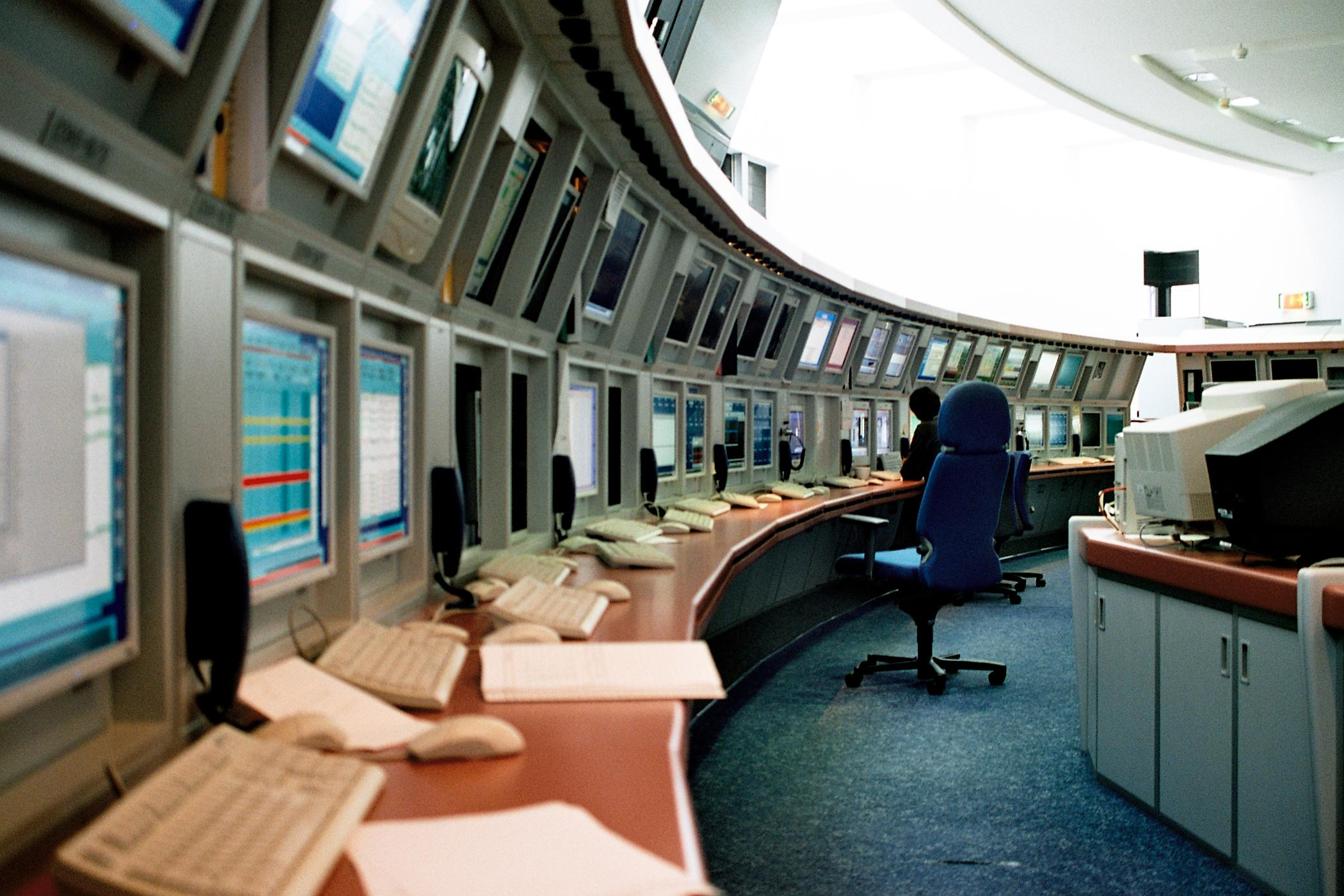
Stacja kontroli lotu satelitów MSG w Darmstadt, Niemcy

Meteosat – seria satelitów geostacjonarnych, projektowanych i budowanych początkowo przez Europejską Agencję Kosmiczną (ESA), a następnie przez organizację EUMETSAT, służących do obserwacji pogody i badań meteorologicznych.
Do lipca 2012 roku wystrzelonych zostało 10 satelitów Meteosat. Satelity o numerach 1-7 są to satelity Meteosat pierwszej generacji, kolejne o numerach 8-10 to satelity Meteosat drugiej generacji, tzw. MSG (Meteosat Second Generation). 

## Historia funkcjonowania satelitów Meteosat
Satelity Meteosat pierwszej generacji (MFG):
- Meteosat-1 1977–1979
- Meteosat-2 1981–1991
- Meteosat-3 1988–1995
- Meteosat-4 1989–1995
- Meteosat-5 1991–2007
- Meteosat-6 1993–2012
- Meteosat-7 1997–2016

Satelity Meteosat drugiej generacji (MSG):
- Meteosat-8 2002–(2019)
- Meteosat-9 2005–(2021)
- Meteosat-10 2012–(2022)
- Meteosat-11 2015–

## Charakterystyka skanerów wykorzystywanych przez satelity Meteosat

### Meteosat First Generation
Meteosat 1-7, skaner MVIRI (rozdzielczość czasowa 30 min):
| Rozdzielczość przestrzenna zdjęć w punkcie podsatelitarnym (m) | Zakres widma (μm) | Nazwa kanału               |
| -------------------------------------------------------------- | ----------------- | -------------------------- |
| 2500                                                           | 0,5 – 0,9         | VIS                        |
| 5000                                                           | 5,7 – 7,1         | WV (absorpcja pary wodnej) |
| 5000                                                           | 10,5 – 12,5       | IR                         |
| VIS – widzialny, WV – pary wodnej, IR – podczerwieni           |                   |                            |

### Meteosat Second Generation
Meteosat 8-11, skaner SEVIRI (rozdzielczość czasowa 15 min):
| Rozdzielczość przestrzenna zdjęć w punkcie podsatelitarnym (m)                                                               | Zakres widma (μm) | Nazwa kanału                        |
| --- | ----------------- | ----------------------------------- |
| 1000 | 0,5 – 0,9         | HRV (kanał wysokiej rozdzielczości) |
| 3000 | 0,56 – 0,71       | VIS0.6                              |
| 3000 | 0,74 – 0,88       | VIS0.8                              |
| 3000 | 1,50 – 1,78       | NIR1.6                              |
| 3000 | 3,48 – 4,36       | IR3.9                               |
| 3000 | 5,35 – 7,15       | WV6.2 (absorpcja pary wodnej)       |
| 3000 | 6,85 – 7,85       | WV7.3 (absorpcja pary wodnej)       |
| 3000 | 8,30 – 9,10       | IR8.7                               |
| 3000 | 9,38 – 9,94       | IR9.7 (absorpcja ozonu)             |
| 3000 | 9,80 – 11,80      | IR10.8                              |
| 3000 | 11,00 – 13,00     | IR12                                |
| 3000 | 12,40 – 14,40     | IR13.4 (absorpcja CO2)              |
| VIS – widzialny, HRH – widzialny w wysokiej rozdzielczości, WV – pary wodnej, NIR – bliskiej podczerwieni, IR – podczerwieni |                   |                                     |

### Meteosat Third Generation
Od ok. 2021 r. planowane jest umieszczanie na orbicie geostacjonarnej satelitów Meteosat trzeciej generacji, MTG (Meteosat Third Generation). Będą one wyprodukowane przez międzynarodowe konsorcjum, którym kieruje francusko-włoska firma Thales Alenia Space.
Satelity MTG będą produkowane w dwóch wersjach:
- MTG-I (Imaging) – cztery satelity wyposażone w urządzenia: Flexible Combined Imager (FCI), Lightning Imager (LI), Data Collection System (DCS), Search and Rescue (GEOSAR).
- MTG-S (Sounding) – dwa satelity wyposażone w urządzenia: Infrared Sounder (IRS), Ultra-violet, Visible and Near-infrared Sounder (UVN).

Będą one umieszczane na orbicie geostacjonarnej w następującej kolejności:
- MTG I1: 2021
- MTG S1: 2023
- MTG I2: 2025
- MTG I3: 2029
- MTG S2: 2031
- MTG I4: 2033

## Stan obecny
Obecnie czynne są satelity Meteosat-8, -9, 10 i -11, wszystkie są drugiej generacji (MSG). Satelity Meteosat-9 i 10 zostały umieszczone nad Afryką Środkową, natomiast Meteosat-8 stanowi rezerwę dla Meteosata-10; Meteosat-9 wykonuje zdjęcia w trybie „rapid scan” (zdjęcia tylko dla obszaru Europy z częstotliwością 5 minut), natomiast Meteosat-10 operacyjnie wykonuje zdjęcia dla całej półkuli z częstotliwością 15 minut.
Lokalizacja pracujących operacyjnie satelitów Meteosat:
| Nazwa satelity | Typ | Lokalizacja szer./ dł./ wys. | Uwagi                                                            |
| -------------- | --- | ---------------------------- | ---------------------------------------------------------------- |
| Meteosat-8     | MSG | 0° / 41,5° E / 35 800 km     | Umieszczony nad Oceanem Indyjskim                                |
| Meteosat-9     | MSG | 0° / 9,5°E / 35 800 km       | Od 2013 r. pracuje w trybie rapid scan (z częstotliwością 5 min) |
| Meteosat-10    | MSG | 0° / 0° / 35 800 km          | Główny satelita                                                  |
| Meteosat-11    | MSG |                              | Jeszcze nie jest operacyjny                                      |